# 张奥
张奥（1991年01月6日—），是一名中国足球运动员。司职后衛。

## 俱乐部生涯
张奥自幼加盟长沙金德青训体系，2010年被提升进入一线队。2010年7月24日，他在长沙金德客场1比4不敌山东鲁能泰山的比赛中首发出场，上演职业生涯的联赛首秀，但是在下半场刚开始时因受伤而被王宾替下。 在2010赛季，张奥共得到4次联赛出场机会，赛季结束后长沙金德联赛排名垫底降级，球队被转卖到深圳成立深圳凤凰足球俱乐部参加2011赛季中甲联赛，队中大批球员离队，张奥选择留守。赛季中，深圳凤凰又被转卖到广州成立广州富力足球俱乐部，并最终以联赛亚军的成绩重返中超，张奥在这个赛季中出场11次，其中2次主力，9次替补。
2016年1月，张奥加盟河北华夏幸福足球俱乐部。
2018年3月，张奥转会到海南博盈足球俱乐部。